# Orkla Foods Danmark
Orkla Foods Danmark A/S er en dansk fødevarevirksomhed med hovedkvarter i Vallensbæk Strand. Den blev etableret i 1976 under navnet A/S Beauvais. I 1995 blev virksomheden opkøbt af norske Orkla, der driver virksomheden som et datterselskab til Orkla Foods Europe. Orkla Foods Danmark har ca. 250 fuldtidsansatte.
Virksomheden kendes for sine fødevarebrands som inkluderer: Beauvais, Den Gamle Fabrik, Bähncke, Abba, Grandiosa, Easyfood og Saftkompagniet.